# Championnats d'Europe d'aviron 1951
Navigation
Édition précédente Édition suivante
Les championnats d'Europe d'aviron 1951, quarante-deuxième édition des championnats d'Europe d'aviron, ont lieu en 1951 à Mâcon, en France.

## Podiums

### Hommes
| Épreuves             | Or | Argent | Bronze |
| -------------------- | --- | --- | --- |
| Skiff M1x            | Erik Larsen (DEN) | Tony Fox (GBR) | Paul Meyer (SUI) |
| Deux de pointe M2-   | Belgique Michel Knuysen Robert Baetens | Danemark Bent Jensen Palle Tillisch | Suisse Hans Kalt Kurt Schmid |
| Deux de couple M2x   | Suisse Peter Stebler Émile Knecht | Italie Silvio Bergamini Antonio Balossi | Suède Tore Johansson Curt Brunnqvist |
| Deux barré M2+       | Italie Giuseppe Ramani Aldo Tarlao Luciano Marion (barreur)                                                                                        | Suisse Alex Siebenhaar Walter Lüchinger Walter Ludin (barreur) | Danemark Frederik Mönster Knud Bröchner-Nielsen Reimer Pagh (barreur)                                                                                |
| Quatre de pointe M4- | Belgique Charles Van Antwerpen Jos Rosa Harry Elzendoorn Florent Caers                                                                             | Danemark Eivin Kristensen Carl Nielsen Harry Nielse Paul Locht | France Pierre Blondiaux Jean-Jacques Guissart Gérald Maquat Jean-Pierre Souche                                                                       |
| Quatre barré M4+     | Italie Reginaldo Polloni Francesco Gotti Angelo Ghidini Guido Cristinelli Domenico Cambieri (barreur)                                              | Suisse Rico Bianchi Karl Weidmann Émile Ess Heinrich Scheller Walter Ludinv                                                                                                  | Espagne Miguel Palau Salvador Costa Joaquin Cortada Perez Pedro Massana Luis Omedes (barreur)                                                        |
| Huit M8+             | Grande-Bretagne David Jennens James Crowden William Windham J. R. Dingle John Jones Nicholas Clack David Macklin Harry Almond John Hinde (barreur) | Danemark Per Lauridsen Aksel Möller Schiolts Mogens Snogdahl Björn Brönnum Leif Hermansen Ole Scavenius Jensen Helge Muxoll Schrøder Jørn Snogdahl John Vilhelmsen (barreur) | Pays-Bas G. Ockeloen H. A. Roell R. J. Sielcken H. E. ten Broeke Jan op den Velde J. L. Klei Cate A. ten Bruggen H. Marcus P. F. W. Dekker (barreur) |